# Dražan Kozak
Dražan Kozak (Derventa, 31. srpnja 1967.), hrvatski znanstvenik, podrijetlom iz BiH.

## Životopis
Rodio se u Derventi od roditelja, prosvjetnih radnika. Otac je bio nastavnik njemačkog, a mati učiteljica razredne nastave. Djeda mu je protjerao Treći Reich prije Drugog svjetskog rata iz Boleslawieca u Poljskoj. Po materinoj strani je iz Žeravačkog Potoka, otkamo su predci došli iz Hercegovine. Djetinjstvo je Dražan proveo u Žeravcu. U obitelji se njegovala ljubav prema knjizi, a Dražan je uvijek zanimala tehnika. U Žeravcu je išao u osnovnu školu. Završivši osnovnu i srednju, upisao je Strojarski fakultet u Slavonskom Brodu Sveučilišta Josipa Jurja Strossmayera u Osijeku. Za vrijeme studija nagrađen je nagradama dekana i rektora za visok prosjek ocjena. Diplomirao je na temu Pouzdanost zavarenih konstrukcija.
Od 1. kolovoza 1991. znanstveni je novak na Katedri za strojarske konstrukcije na svom matičnom fakultetu. Usporedno je pohađao poslijediplomski studij konstrukcijskog smjera na Fakultetu strojarstva i brodogradnje Sveučilišta u Zagrebu, gdje je magistrirao 1995. godine Eksperimentalno i numeričko određivanje parametara mehanike loma. Doktorirao je disertacijom Doprinos numeričkoj i eksperimentalnoj analizi lomnog ponašanja heterogenih struktura 2001. na Fakultetu strojarstva i brodogradnje Sveučilišta u Zagrebu. Na matičnom fakultetu u Brodu docent je od 2002., izvanredni profesor od 2005., redoviti profesor od 2009. i redovni profesor u trajnom zvanju 2014. godine, Zavod za strojarske konstrukcije Katedra za mehaniku i čvrstoću. Obnašao je dužnost dekana na svom Strojarskom fakultetu u Slavonskom Brodu. Od 1.10.2017. do 2020. godine je prorektor za nastavu i studente Sveučilišta Josipa Jurja Strossmayera u Osijeku. Sada je rektorov asistent za osiguranje kvalitete na Sveučilištu u Slavonskom Brodu i redoviti profesor za područje mehanike i čvrstoće materijala na Strojarskom fakultetu u Slavonskom Brodu.
Autor je ili suautor više od 100 znanstveno-stručnih radova objavljenih u zbornicima radova s održanih simpozija i više od 75 radova u časopisima. Prof. Kozak ima referiranih 105 radova u Web of Science, koji su citirani 600 puta (Web of Science Researcher ID: AAG-5800-2019). H-indeks mu je 13.
Član je uredničkog odbora više časopisa u Hrvatskoj (Tehnički vjesnik) i inozemstvu (Slovačka, Poljska, Rumunjska, Turska, Rusija, Srbija). Suradnik je raznih ustanova u Češkoj, Kazahstanu, Sloveniji, Rumunjskoj i dr.
Član je sljedećih udruga: American Society of Mechanical Engineers, European Structural Integrity Society, Central European Association for Computational Mechanics, Hrvatskoga društva za mehaniku, matičnog odbora za polja strojarstva, brodogradnje, tehnologije prometa i transporta, zrakoplovstva, raketne i svemirske tehnike Nacionalnog vijeća za znanost, visoko obrazovanje i tehnološki razvoj RH i Kluba znanstvenika Udruge Hrvata BiH Prsten. Predsjednik je hrvatske podružnice Europskog društva za cjelovitost konstrukcija.

## Vanjske poveznice
- Strojarski fakultet u Slavonskom Brodu  Arhivirana inačica izvorne stranice od 1. studenoga 2010. (Wayback Machine)
- LinkedIn profil[neaktivna poveznica]
- Google Scholar